# Chrobák lesní
Chrobák lesní (Anoplotrupes stercorosus) je druh brouka z čeledi chrobákovití. Je dlouhý 12-20 milimetrů, modročerné kovové barvy. Štít je hladký, krovky podélně rýhované. Je rozšířen po celé Evropě. Živí se výkaly, hnijícími houbami, případně mršinami. Vyhledává také mízu vytékající z poražených stromů a pařezů. Samička klade zjara vajíčka do podzemních chodbiček, které zaplní trusem určeným k výživě larev. Larvální vývoj trvá celý rok. Larvy se zjara zakuklí. Nová generace se líhne v červnu. Průměrný chrobák váží okolo 2-4 gramů.